# Vanlig näsbjörn
Vanlig näsbjörn (Nasua nasua), även kallad sydamerikansk näsbjörn, röd näsbjörn eller ringsvansad näsbjörn, är den sydligast levande arten av näsbjörnar, och finns över större delen av Sydamerika, ända ner till norra delarna av Argentina.
Det spanska och engelska språket har valt att använda namnet coati som härstammar från den brasilianska folkgruppen tupi. Det är sammansatt av orden för bälte och nos. Namnet syftar på djurets vana att sänka nosen ner till midjan när det sover.
Släktnamnet samt artepitet i det vetenskapliga namnet är det latinska ordet för nos.

## Utseende
Vanlig näsbjörn når en kroppslängd (huvud och bål) av 41 till 67 cm och en svanslängd av 32 till 69 cm. Vikten varierar mellan 3,5 och 6 kg. Pälsen på ryggen är allmänt rödbrun men det finns en stor variation. Några individer är mera grå-, gul- eller svartaktig på ovansidan. Den långdragna nosen är mörkare än hos vitnosad näsbjörn som är den andra arten i samma släkte. Undersidan är ljusare och kan variera mellan ljusbrun, gul och vit. Däremot har fötterna en mörkbrun till svart färg. Svansen har liksom hos flera andra halvbjörnar mörka och ljusa ringar som kan vara otydliga hos några individer.
Huvudet kännetecknas förutom den långa nosen av korta runda öron och av vitaktiga märken kring ögonen.

## Ekologi
Arten vistas i olika slags skogar och i buskskogar med glest fördelade träd. I Anderna når den 2500 meter över havet.
Individerna är främst aktiva på dagen men hanar kan även vara aktiva på natten. De vilar i träd och tillbringar också största delen av dagen i träd. När de letar efter föda kan de vandra längre sträckor, upp till 2 km per dag. Liksom den andra arten i släktet äter vanlig näsbjörn bland annat frukt, växtrester och insekter. Arten äter också döda fåglar, små ödlor, spindlar och grodor. Den långa nosen hjälper djuret nå fram i håligheter.
Honorna lever i flockar, vilka kan variera i storlek från bara ett fåtal medlemmar till fler än 30 medlemmar. Vuxna hanar lever ensamma, men de flesta flockar innehåller under parningstiden en vuxen hane som bor med honorna.
Honor är dräktiga 70–75 dagar och får 1–7 ungar per kull (oftast 3 eller 4). Parningstiden ligger mellan oktober och februari och ungarna föds i mars eller april. Före födelsen bygger modern ett bo och hon skiljer sig tillfällig från sin flock. Efter cirka tre veckor kan ungarna klättra självständigt i växtligheten och två till tre veckor senare ansluter de till moderns flock.
Honorna blir könsmogna vid två års ålder och hanar efter tre år. Deras livslängd i fångenskap är runt 14 år och vissa individer blev 17 år gamla. I naturen lever de sällan längre än 8 år.
Vanlig näsbjörns naturliga fiender är medelstora till stora kattdjur som jaguar och puma.

## Underarter
Arten indelas i 13 underarter:
- Nasua nasua nasua (Linné, 1758)
- Nasua nasua solitaria (Schinz, 1821)
- Nasua nasua aricana (Vieira, 1945)
- Nasua nasua boliviensis (Cabrera, 1956)
- Nasua nasua candace (Thomas, 1912)
- Nasua nasua cinerascens (Lönnberg, 1921)
- Nasua nasua dorsalis (Gray, 1866)
- Nasua nasua manium (Thomas, 1912)
- Nasua nasua molaris (Merriam, 1902)
- Nasua nasua montana (Tschundi, 1844)
- Nasua nasua quichua (Thomas, 1901)
- Nasua nasua spadicea (Olfers, 1818)
- Nasua nasua vittata (Tschudi, 1844)

## Hot och status
Arten hotas i vissa regioner av skogsavverkningar och ibland jagas den för köttets skull. Populationen minskar något men IUCN listar vanlig näsbjörn fortfarande som livskraftig (LC).

## Galleri

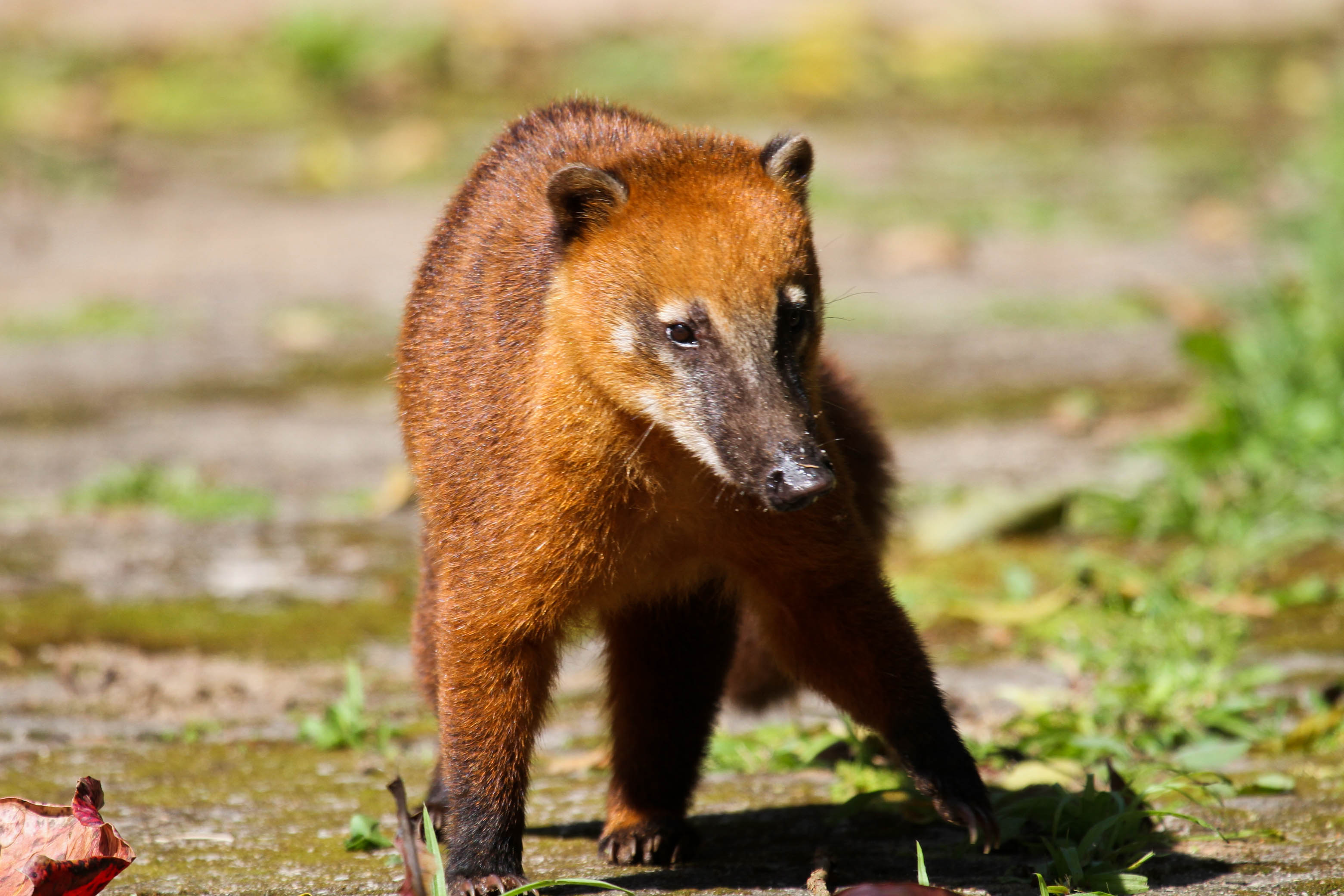
Vild näsbjörn på ön Ihla Anchieta i Brasilien.
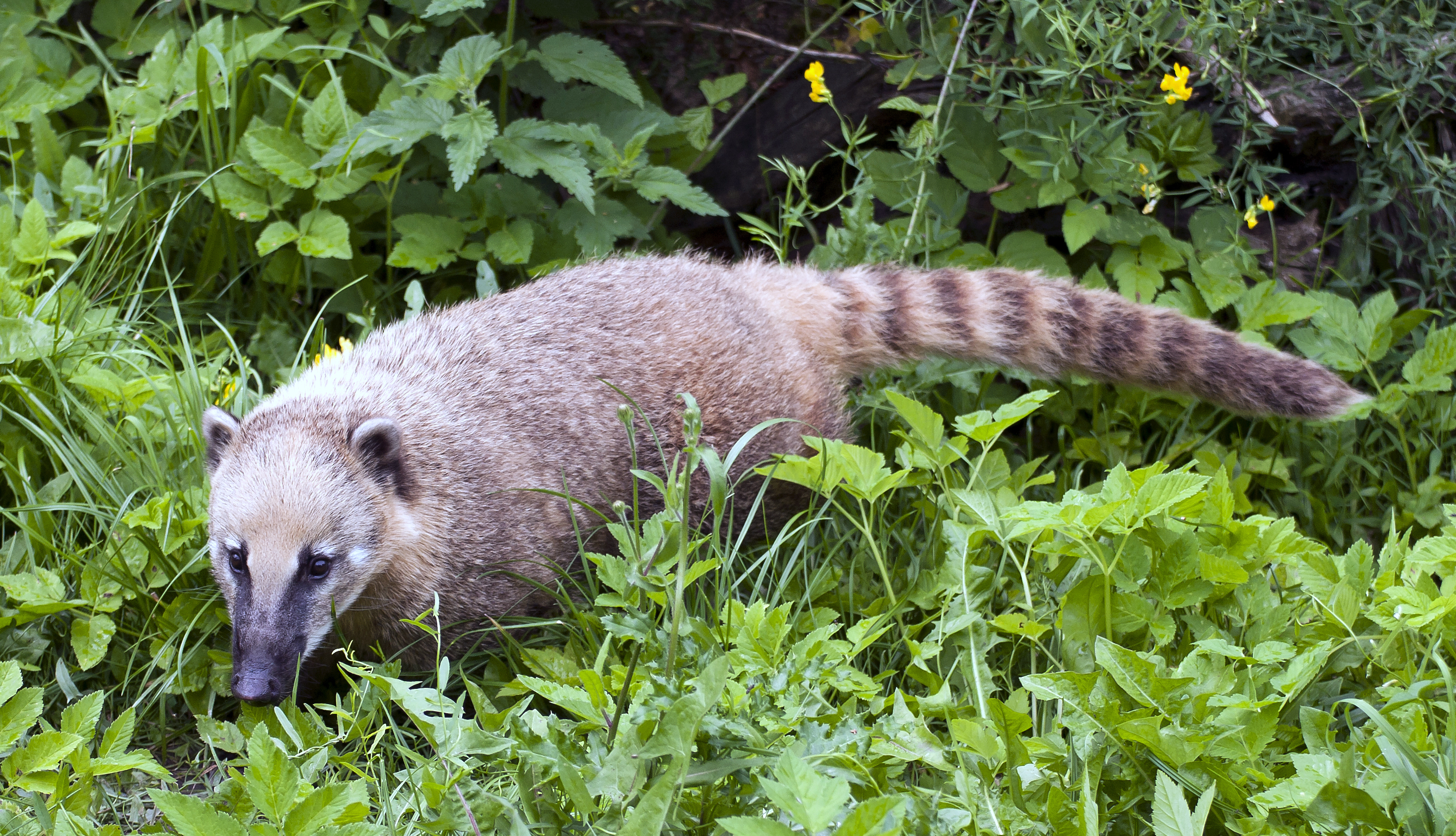
Näsbjörn på zoo i Poznań i Polen.
- Film på näsbjörn på Amsterdams zoo.